# Нікола Христич
Нікола Христич (серб. Никола Христић; 10 серпня 1818, Сремська Митровиця, Воєводина, Сербія — 26 листопада 1911, Белград, Сербія) — сербський політик, міністр і чотирьохразовий прем'єр-міністр.

## Біографія
Переїхав до Сербії в 1840 і влаштувався на державну службу чиновником у суді та міліціянтом. У 1856 став управителем міста Белграда. 
Після повернення князя Милоша Обреновича 1859 його ненадовго замінили, але Милош повернув його на ту ж посаду. 
Князь Михайло Обренович призначав його міністром внутрішніх справ у 1860, і 1867. 
Нікола Христич також став прем'єр-міністром у 1867, аж до своєї смерті в 1868. 
З цієї нагоди того ж дня він заарештував вбивць, засудив їх за короткою процедурою та стратив. Він був повністю відданий князю Михайлу на манер старого чиновника. За задумом князя, він впровадив поліцейський режим і придушив ліберальну опозицію, викорінив бандитизм і твердо контролював муніципалітети.
Після смерті князя Михайла та формування нового уряду Христич пішов у відставку. Лише в 1883 король Милан Обренович повернув його до політики, призначивши прем'єр-міністром і міністром внутрішніх справ. Христич придушив Тимоцьке повстання. 
У 1884 призначений віце-президентом Державної ради. 
У 1888 знову призначений прем'єр-міністром, щоб зберегти мир після зречення короля Милана. Наступного року Христич знову вийшов на пенсію, а в 1894 четвертий раз став прем'єр-міністром, після припинення дії конституції 1888 року, коли потрібно було врегулювати політичну ситуацію в країні. 
У середині 1895 звільнений і перепризначений президентом Державної ради. 
Нарешті вийшов на пенсію в 1901.
Був одружений з Джуліаною, онучкою Томо Вучіча Перишича, з якою у нього було дванадцять дітей, у тому числі міністр Коста Христич, сином якого був композитор Стеван Христич.
Помер у Белграді 26 листопада, похований 28 листопада 1911. 
Богослужіння у церкві Вознесіння Господнього здійснив єпископ жицький Сава Дечанац, були присутні король Петро I Карагеоргієвич та Нікола Пашич, що винесли його з церкви.